# Парке Маракана
Стадион Парке Маракана (исп. Parque Maracaná) — футбольный стадион, расположенный в Монтевидео. Является домашней ареной футбольного клуба «Серрито».

## История
Первый официальный матч на этом стадионе состоялся 20 сентября 2008 года. В рамках Второго дивизиона чемпионата Уругвая хозяева поля, клуб «Серрито», обыграл «Уракан Бусео» со счётом 3:0. Первый гол, забитый на стадионе, записал на свой счёт Ричард Рикельме («Серрито»), открыв счёт в этой игре спустя 14 минут после стартового свистка.